# Poljana Križevačka
Poljana Križevačka falu Horvátországban Kapronca-Kőrös megyében. Közigazgatásilag Kőröshöz tartozik.

## Fekvése
Köröstől 6 km-re délre fekszik.

## Története
1857-ben 222, 1910-ben 295 lakosa volt. Trianonig Belovár-Kőrös vármegye Körösi járásához tartozott. 2001-ben 383 lakosa volt.

## Külső hivatkozások
Körös város hivatalos oldala